# ロガショフツィ
ロガショフツィ（Rogašovci, ハンガリー語：Szarvaslak サルヴァシュラク）は、スロベニアの市である。